# Playa de les Playetes
La playa de les Platgetes es una playa de arena y roca del municipio de Teulada en la provincia de Alicante (España).
Esta playa limita al norte con la Playa de la Ampolla y al sur con la Cala del Andragó y tiene una longitud de 370 m, con una amplitud de 15 m.
Se sitúa en un entorno semiurbano, disponiendo de acceso por carretera. Cuenta con paseo marítimo. Es una playa balizada.
- Esta playa cuenta con el distintivo de Bandera Azul

- Datos: Q6079175